# It Goes Like It Goes

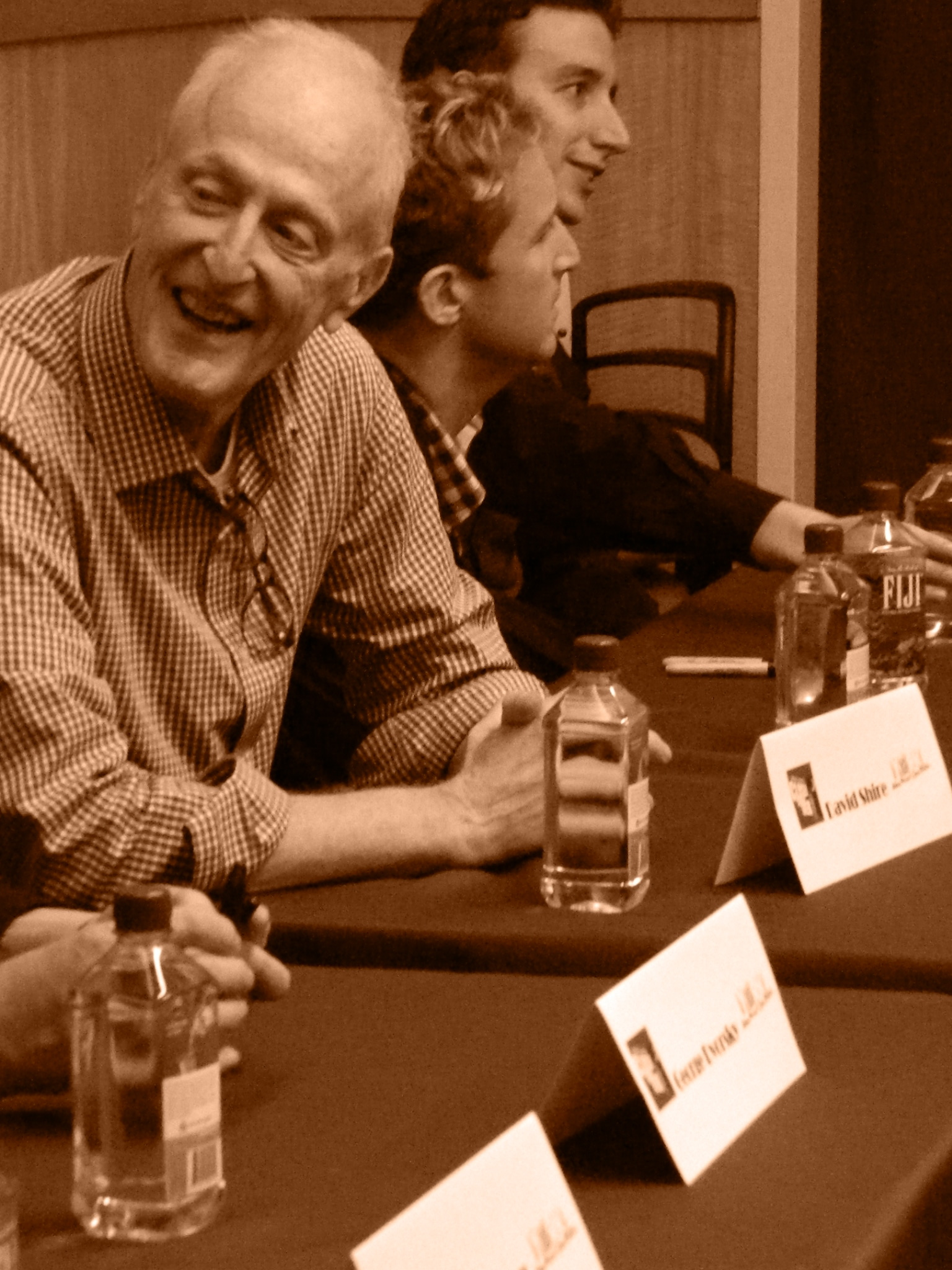
David Shire in New York, Friday evening, Sept. 20, 2013.

It Goes Like It Goes é uma canção de 1979 e foi interpretada por Jennifer Warnes. Com a música de David Shire e letras de Norman Gimbel. A música lembrou-se da banda sonora do filme Norma Rae e foi realizado por Martin Ritt.
Em 1980, Shire e Gimbel ganharam um Óscar de Melhor Canção Original.